# Chamiço
Chamiço (Monte Chamiço) ist ein Berg auf der Insel São Tomé im Inselstaat São Tomé und Príncipe.

## Geographie
Der Chamiço ist ein nördlicher Ausläufer der zentralen Bergkette auf São Tomé. Am Hang liegt die gleichnamige Siedlung. Nach Süden steigt das Gelände bis auf 110 m weiter an. Der Ort ist durch eine kleine Straße über Poiso Alto mit Guadalupe im Lobata-Distrikt verbunden. Im Südosten ist der nächste namhafte Berg der São Pedro bei São Luís, sowie im Südwesten der Provaz.